# Prignac
Prignac település Franciaországban, Charente-Maritime megyében. Lakosainak száma 286 fő (2022. január 1.). Prignac Courcerac, Matha, Mons és Thors községekkel határos.

## Népesség
A település népességének változása:
| Lakosok száma | 280  | 268  | 260  | 306  | 290  | 298  | 297  | 294  | 293  | 286  |
|               | 1968 | 1982 | 1990 | 2006 | 2013 | 2015 | 2017 | 2019 | 2020 | 2022 |